# Diocese de Ootacamund
A Diocese de Ootacamund (Latim: Dioecesis Ootacamundensis) é uma diocese localizada no município de Udhagamandalam, no estado de Tâmil Nadu, pertencente a Arquidiocese de Madras e Meliapore na Índia. Foi fundada em 3 de julho de 1955 pelo Papa Pio XII. Com uma população católica de 116.250 habitantes, sendo 4,8% da população total, possui 66 paróquias com dados de 2020.

## História
Em 3 de julho de 1955 o Papa Pio XII cria a Diocese de Ootacamund através do território da Diocese de Mysore.

## Lista de bispos
A seguir uma lista de bispos desde a criação da diocese em 1955.
|                      | Nome                      | Período              | Notas                                        |
| Bispos de Ootacamund | Bispos de Ootacamund      | Bispos de Ootacamund | Bispos de Ootacamund                         |
| -------------------- | ------------------------- | -------------------- | -------------------------------------------- |
| 5º                   | Aruappan Amalraj          | 2006 - atual         |                                              |
| 4º                   | Antony Anandarayar        | 1997 - 2004          | Nomeado arcebispo de Pondicherry e Cuddalore |
| 3º                   | James Masilamony Arul Das | 1973 - 1994          | Nomeado arcebispo de Madras e Meliapore      |
| 2º                   | Packiam Arokiaswamy       | 1971                 | Nomeado arcebispo de Bangalore               |
| 1º                   | Antony Padiyara           | 1955 - 1970          | Nomeado arquieparca de Changanacherry        |